# Partito Verde dell'Irlanda del Nord
Il Partito Verde dell'Irlanda del Nord è un partito verde dell'Irlanda del Nord che opera in cooperazione con i verdi del Regno Unito e dell'Irlanda, oltre a quelli europei e globali. Come molti partiti verdi nel mondo, trae le sue origini nella cultura anti-nucleare, operaia e pacifista degli anni '70 e '80.

## Storia
Dal 2006 il partito opera come un distaccamento del Partito Verde dell'Irlanda e mantiene anche stretti legami con altri partiti verdi, tra cui il Partito Verde Scozzese e il Partito Verde di Inghilterra e Galles.

## Struttura
Leader
- Steven Agnew (10 gennaio 2011 – 21 novembre 2018)
- Clare Bailey (21 novembre 2018 – 15 agosto 2022)
- Malachai O'Hara (15 agosto 2022 – in carica)

## Risultati elettorali

### Camera dei Comuni
Il totale dei seggi è riferito a quelli assegnati all'Irlanda del Nord.
| Anno | Percentuale di voti | Seggi  |
| ---- | ------------------- | ------ |
| 1983 | 0,1%                | 0 / 17 |
| 1987 | 0,0%                | 0 / 17 |
| 1997 | 0,1%                | 0 / 17 |
| 2010 | 0,5%                | 0 / 18 |
| 2015 | 1,0%                | 0 / 18 |
| 2017 | 0,9%                | 0 / 18 |
| 2019 | 0,2%                | 0 / 18 |

### Assemblea nordirlandese
| Anno | Voti   | Seggi   |
| ---- | ------ | ------- |
| 2022 | 16 433 | 0 / 90  |
| 2017 | 18 527 | 2 / 90  |
| 2016 | 18 718 | 2 / 108 |
| 2011 | 6 031  | 1 / 108 |